# Cordia croatii
Cordia croatii es una especie de árbol en la familia Boraginaceae. Es nativa de Centroamérica.

## Descripción
Son árboles que alcanzan un tamaño de hasta 20 m de altura; con las ramitas casi glabras a esparcidamente estrigulosas. Las hojas persistentes, perennifolias; láminas de 5.7-8.2 × 3-5 cm, elípticas a elíptico-ovadas; pecíolos de 6-12 mm. Inflorescencias de 8-12 cm de ancho, terminales, cimosas, las ramas esparcidamente pardo-estrigulosas a ferrugíneo-puberulentas. Flores bisexuales, monomorfas; cáliz campanulado, los lobos ovados y redondeados en el ápice; corola blanca, tubular con los lobos reflexos. Frutos en forma de drupas, con el cáliz persistente, el pireno 8-11 × 6-8 mm, desigual y anchamente ovoide, el endocarpo óseo, 1-locular.

## Taxonomía
Cordia croatii fue descrita por James Spencer Miller y publicado en Annals of the Missouri Botanical Garden 75(2): 471–474, f. 3. 1988.
Etimología
Cordia: nombre genérico otorgado en honor del botánico alemán Valerius Cordus (1515-1544).
croatii: epíteto otorgado en honor del botánico estadounidense Thomas Bernard Croat.